# Ernest Babič
Ernest Babič, slovenski rudar, partizan in prvoborec, * 1902, † ?.
Babič je bil v NOB od leta 1941 in je deloval kot politični delavec.

## Odlikovanja
- red dela I. stopnje
- red zaslug za ljudstvo III. stopnje
- medalja za hrabrost
- partizanska spomenica 1941